# 博加德鎮區 (印地安納州戴維斯縣)
博加德鎮區（英語：Bogard Township）是位於美國印地安納州戴維斯縣的一個行政鎮區。

## 地方資料
根據2010年美國人口普查的數據，博加德鎮區的面積為95.20平方千米，當中陸地面積為94.40平方千米，而水域面積為0.80平方千米。當地共有人口1473人，而人口密度為每平方千米15.47人。